# Playford Highway
Der Playford Highway ist eine Fernstraße im Südosten des australischen Bundesstaates South Australia. Sie verbindet auf der Känguru-Insel die Hog Bay Road in Kingscote mit dem Cape Torrens an der Nordwestecke der Insel.

## Verlauf
Der Playford Highway beginnt im Stadtzentrum von Kingscote und führt nach Westen. Wenige Kilometer außerhalb der Stadt nimmt er die Hog Bay Road (B23) von Süden auf. Er überquert im gleichnamigen Ort den Cygnet River und erreicht die Siedlung Parndana in der Mitte der Känguru-Insel.
Weiter nach Westen führt der Weg zum Flinders-Chase-Nationalpark, dessen Nordgrenze er bildet. Dort mündet auch der West End Highway von Süden ein. Ab diesem Punkt ist der Playford Highway unbefestigt und führt am Nordrand der Revine des Casoars Conservation Area entlang bis zum nordwestlichsten Punkt der Insel, dem Cape Torrens, wo er endet.